# Liste des films produits par Fine Line Features
Liste de films produits par Fine Line Features, filiale de New Line Cinema.

Par date de première sortie en salles

## Années 1990
- 1992 : Simple Men de Hal Hartley
- 1993 : Dark Blood de George Sluizer
- 1993 : Une pause, quatre soupirs (Bodies, Rest and Motion) de Michael Steinberg
- 1993 : Short Cuts (Québec : Les Chassés-croisés) de Robert Altman
- 1994 : L'Âme des guerriers (Québec : Nous étions guerriers) (Once Were Warriors) de Lee Tamahori
- 1994 : Barcelona de Whit Stillman
- 1994 : Mrs Parker et le Cercle vicieux (Québec : Mme Parker et le Cercle vicieux) (Mrs. Parker and the Vicious Circle) de Alan Rudolph
- 1994 : Bonheur aigre-doux (Double Happiness) de Mina Shum
- 1994 : Little Odessa de James Gray
- 1994 : La Jeune Fille et la Mort (Death and the Maiden) de Roman Polanski
- 1995 : The Incredibly True Adventure of Two Girls in Love de Maria Maggenti
- 1995 : An Awfully Big Adventure de Mike Newell
- 1995 : The Grass Harp de Charles Matthau
- 1995 : Rimbaud Verlaine  (Québec : Les Poètes maudits) (Total Eclipse) de Agnieszka Holland
- 1995 : Frankie Starlight de Michael Lindsay-Hogg
- 1996 : Pie in the Sky de Bryan Gordon
- 1996 : État de force de Bruno Barreto
- 1996 : Nuit noire (Mother Night) de Keith Gordon
- 1996 : Normal Life de John McNaughton
- 1996 : Feeling Minnesota (Québec : Minnesota Blues) de Steven Baigelman
- 1997 : L'Invitée de l'hiver (The Winter Guest) de Alan Rickman
- 1997 : Gummo de Harmony Korine

## Années 2000
- 2001 : Le Cirque invisible (The Invisible Circus) de Adam Brooks
- 2001 : The Anniversary Party (Québec : Soirée d'anniversaire) d'Alan Cumming et Jennifer Jason Leigh
- 2001 : Invincible (film, 2001) (Québec : L'Invincible) de Werner Herzog
- 2002 : Le Club des empereurs (The Emperor's Club) de Michael Hoffman
- 2003 : Leçons sur l'oreiller (The Sleeping Dictionary) de Guy Jenkin
- 2003 : American splendor de Shari Springer Berman et Robert Pulcini
- 2004 : Maria, pleine de grâce (Maria Full of Grace) de Joshua Marston
- 2004 : Birth (La Naissance) de Jonathan Glazer